# Campeonato Sub-17 de la OFC 2015
El Campeonato Sub-17 de la OFC 2015 fue la decimosexta edición de dicho torneo. Se disputó entre el 13 y el 27 de enero, teniendo lugar en Samoa y Samoa Americana. Ambos países habían organizado la competencia previamente y también en conjunto con otro país: Samoa lo hizo con Vanuatu en 2001 y Samoa Americana junto con Australia en 2003.
Participaron los 11 países miembros de la Confederación de Fútbol de Oceanía: Fiyi, Islas Cook, Islas Salomón, Nueva Caledonia, Nueva Zelanda, Papúa Nueva Guinea, Tahití, Tonga, Samoa, Samoa Americana y Vanuatu. Fueron divididos en dos grupos de seis y cinco equipos cada uno y los dos primeros seleccionados de cada zona avanzaron a las semifinales. Nueva Zelanda se coronó campeón y clasificó a la Copa Mundial Sub-17 de 2015 disputada en Chile.

## Equipos participantes
| Equipos participantes | Equipos participantes | Equipos participantes | Equipos participantes |
| --------------------- | --------------------- | --------------------- | --------------------- |
| Fiyi                  | Islas Cook            | Islas Salomón         | Nueva Caledonia       |
| Nueva Zelanda         | Papúa Nueva Guinea    | Tahití                | Tonga                 |
| Samoa                 | Samoa Americana       | Vanuatu               |                       |

## Primera fase

### Grupo A
| Selección          | Pts | PJ | PG | PE | PP | GF | GC | Dif |
| ------------------ | --- | -- | -- | -- | -- | -- | -- | --- |
| Nueva Zelanda      | 15  | 5  | 5  | 0  | 0  | 29 | 5  | 24  |
| Nueva Caledonia    | 12  | 5  | 4  | 0  | 1  | 22 | 8  | 14  |
| Papúa Nueva Guinea | 7   | 5  | 2  | 1  | 2  | 9  | 5  | 4   |
| Fiyi               | 7   | 5  | 2  | 1  | 2  | 10 | 12 | -2  |
| Samoa              | 3   | 5  | 1  | 0  | 4  | 7  | 22 | -15 |
| Islas Cook         | 0   | 5  | 0  | 0  | 5  | 2  | 27 | -25 |

| 13 de enero de 2015 | Samoa | 0:3 (0:1) | Nueva Caledonia                   | JS Blatter Stadium, Apia   |                            |
|                     |       | Reporte   | Kaï 24' · Bitaud 56' · Kaudre 80' | Árbitro(s): Averii Jacques | Árbitro(s): Averii Jacques |

| 13 de enero de 2015 | Islas Cook | 0:3 (0:1) | Papúa Nueva Guinea                        | JS Blatter Stadium, Apia      |                               |
|                     |            | Reporte   | Kambula 13' · Tokwakwasi 75' · Tupani 90' | Árbitro(s): Ichikawa Polovili | Árbitro(s): Ichikawa Polovili |

| 13 de enero de 2015 | Fiyi | 0:6 (0:3) | Nueva Zelanda                                                               | JS Blatter Stadium, Apia  |                           |
|                     |      | Reporte   | McGarry 12' 33' · Rogerson 17' 55' · Mata 69' (pen.) · Probert 90+1' (pen.) | Árbitro(s): Kader Zitouni | Árbitro(s): Kader Zitouni |

| 15 de enero de 2015 | Papúa Nueva Guinea | 0:0     | Fiyi | JS Blatter Stadium, Apia |                          |
|                     |                    | Reporte |      | Árbitro(s): Gerald Oiaka | Árbitro(s): Gerald Oiaka |

| 15 de enero de 2015 | Nueva Zelanda                                                                                         | 9:1 (4:0) | Samoa       | JS Blatter Stadium, Apia      |                               |
|                     | 4' (a.g.) · Kiore 16' · Anderson 28' 80' (pen.) · Woodlock 45+1' · Rogerson 63' 70' 87' · Probert 84' | Reporte   | Mariner 90' | Árbitro(s): Ichikawa Polovili | Árbitro(s): Ichikawa Polovili |

| 15 de enero de 2015 | Nueva Caledonia                                                                          | 8:1 (3:1) | Islas Cook | JS Blatter Stadium, Apia   |                            |
|                     | Poanoui 4' 55' · Guseal 5' · Boucheron 29' 90+2' · 50' (a.g.) · Kenon 57' · Betoulle 76' | Reporte   | Mariri 10' | Árbitro(s): Robinson Banga | Árbitro(s): Robinson Banga |

| 17 de enero de 2015 | Nueva Caledonia                                            | 5:1 (3:1) | Fiyi         | JS Blatter Stadium, Apia  |                           |
|                     | Kenon 29' · Kaï 42' · Hnagone 44' · Akapo 66' · 82' (a.g.) | Reporte   | Batiratu 12' | Árbitro(s): Kader Zitouni | Árbitro(s): Kader Zitouni |

| 17 de enero de 2015 | Papúa Nueva Guinea | 0:3 (0:1) | Nueva Zelanda                       | JS Blatter Stadium, Apia   |                            |
|                     |                    | Reporte   | Anderson 32' · Mata 65' · Kiore 84' | Árbitro(s): Robinson Banga | Árbitro(s): Robinson Banga |

| 17 de enero de 2015 | Islas Cook | 1:5 (1:2) | Samoa                                                  | JS Blatter Stadium, Apia |                          |
|                     | Koiatu 29' | Reporte   | Sofala 8' · 24' (a.g.) · Wensley 55' 61' · Mariner 68' | Árbitro(s): Gerald Oiaka | Árbitro(s): Gerald Oiaka |

| 19 de enero de 2015 | Nueva Zelanda                                    | 5:4 (3:2) | Nueva Caledonia                                    | JS Blatter Stadium, Apia |  |
|                     | Rogerson 12' 18' 60' · Probert 20' · Johnson 57' |           | Hnagone 11' · Boucheron 45' 50' · Kenon 78' (pen.) |                          |  |

| 19 de enero de 2015 | Fiyi                                            | 5:0 (2:0) | Islas Cook | JS Blatter Stadium, Apia |  |
|                     | Batiratu 24' 59' 77' · Reddy 37' · Catarogo 90' |           |            |                          |  |

| 19 de enero de 2015 | Samoa | 0:5 (0:0) | Papúa Nueva Guinea                                  | JS Blatter Stadium, Apia |  |
|                     |       |           | Bade 59' 89' · Kambula 63' · Gubag 87' · Tupani 90' |                          |  |

| 21 de enero de 2015 | Nueva Zelanda                                    | 6:0 (2:0) | Islas Cook | JS Blatter Stadium, Apia |  |
|                     | Ceci 10' · Woodlock 45' 55' 66' 71' · Skeens 81' |           |            |                          |  |

| 21 de enero de 2015 | Fiyi                                     | 4:1 (2:1) | Samoa | JS Blatter Stadium, Apia |  |
|                     | Khan 29' 33' 50' · Lotu-I'iga 48' (a.g.) |           |       |                          |  |

| 21 de enero de 2015 | Papúa Nueva Guinea | 1:2 (1:2) | Nueva Caledonia              | JS Blatter Stadium, Apia |  |
|                     | Bade 76'           |           | Akapo 51' (pen.) · Kenon 56' |                          |  |

### Grupo B
| Selección       | Pts | PJ | PG | PE | PP | GF | GC | Dif |
| --------------- | --- | -- | -- | -- | -- | -- | -- | --- |
| Tahití          | 12  | 4  | 4  | 0  | 0  | 29 | 0  | 29  |
| Vanuatu         | 9   | 4  | 3  | 0  | 1  | 24 | 3  | 21  |
| Islas Salomón   | 6   | 4  | 2  | 0  | 2  | 24 | 6  | 18  |
| Tonga           | 3   | 4  | 1  | 0  | 3  | 3  | 32 | -29 |
| Samoa Americana | 0   | 4  | 0  | 0  | 4  | 0  | 39 | -39 |

| 13 de enero de 2015 | Samoa Americana | 0:13 (0:3) | Vanuatu | Pago Park, Pago Pago            |                                 |
|                     |                 | Reporte    | Worworbu 7' 61' 70' 83' · Obed 21' · Joshua 37' · Sau 50' 54' 67' · Massing 52' (pen.) · Uguna 72' (pen.) 73' · Wilkins 90' | Árbitro(s): Anna-Marie Keighley | Árbitro(s): Anna-Marie Keighley |

| 13 de enero de 2015 | Islas Salomón                                                             | 10:1 (3:1) | Tonga   | Pago Park, Pago Pago     |                          |
|                     | Hou 19' 58' · Zama 20' 53' 75' 85' · Raramo 31' 58' · Atu 72' · Jirah 89' | Reporte    | Vea 14' | Árbitro(s): Salesh Chand | Árbitro(s): Salesh Chand |

| 15 de enero de 2015 | Vanuatu                                                                        | 9:0 (2:0) | Tonga | Pago Park, Pago Pago            |                                 |
|                     | Worworbu 1' 31' 65' · Sau 50' 64' 67' · Massing 52' · Edison 62' · Wilkins 82' | Reporte   |       | Árbitro(s): Anna-Marie Keighley | Árbitro(s): Anna-Marie Keighley |

| 15 de enero de 2015 | Samoa Americana | 0:11 (0:7) | Tahití                                                                       | Pago Park, Pago Pago |  |
|                     |                 |            | Maihi 4' 17' 29' 38' 43' · Salem 40' 51' 72' · Seijidr 45' · Nordman 58' 79' |                      |  |

| 17 de enero de 2015 | Tonga | 0:13 (0:5) | Tahití | Pago Park, Pago Pago |  |
|                     |       |            | Nordman 10' 75' · Kohumoetini 13' 58' · Siejidr 24' · Maihi 38' 41' 48' 55' 57' · Tenuanua 63' · 70' (a.g.) · Heitaa 77' |                      |  |

| 17 de enero de 2015 | Vanuatu                          | 2:1 (1:1) | Islas Salomón | Pago Park, Pago Pago |  |
|                     | Worworbu 6' · Wilkins 62' (pen.) |           | Zama 43'      |                      |  |

| 19 de enero de 2015 | Tahití                                        | 3:0 (2:0) | Islas Salomón | Pago Park, Pago Pago |  |
|                     | Siejidr 35' · Maihi 45+4' (pen.) · 59' (a.g.) |           |               |                      |  |

| 19 de enero de 2015 | Tonga                | 2:0 (0:0) | Samoa Americana | Pago Park, Pago Pago |  |
|                     | Muli 75' · Vea 90+8' |           |                 |                      |  |

| 21 de enero de 2015 | Islas Salomón                                                                         | 13:0 (5:0) | Samoa Americana | Pago Park, Pago Pago |  |
|                     | Zama 9' 27' 39' 45' 52' 68' 88' 90' · Maeta 42' 70' · Hou 72' · Toata 76' · Jirah 81' |            |                 |                      |  |

| 21 de enero de 2015 | Tahití                 | 2:0 (1:0) | Vanuatu | Pago Park, Pago Pago |  |
|                     | Salem 40' · 73' (a.g.) |           |         |                      |  |

## Segunda fase
|  | Semifinales          | Semifinales          |       |                         | Final                   | Final               |  |
|  | 25 de enero de 2015  | 25 de enero de 2015  |       |                         | 27 de enero de 2015     | 27 de enero de 2015 |  |
|  |                      |                      |       |                         |                         |                     |  |
|  | Pago Park, Pago Pago |                      |       |                         |                         |                     |  |
|  | Nueva Zelanda        | 5                    |       |                         |                         |                     |  |
|  | Vanuatu              | 1                    |       |                         |                         |                     |  |
|  |                      |                      |       |                         |                         |                     |  |
|  |                      |                      |       |                         | Pago Park, Pago Pago    |                     |  |
|  |                      |                      |       |                         | Nueva Zelanda           | 1 (5)               |  |
|  |                      | Tahití               | 1 (4) |                         |                         |                     |  |
|  |                      |                      |       |                         |                         |                     |  |
|  |                      |                      |       |                         |                         |                     |  |
|  |                      |                      |       |                         | Tercer lugar            |                     |  |
|  | Pago Park, Pago Pago | Pago Park, Pago Pago |       | 27 de enero - Pago Pago | 27 de enero - Pago Pago |                     |  |
|  | Tahití               | 3                    |       | Vanuatu                 | 6                       |                     |  |
|  | Nueva Caledonia      | 2                    |       |                         | Nueva Caledonia         | 0                   |  |

### Semifinales
| 25 de enero de 2015 | Nueva Zelanda                                                   | 5:1 (2:0) | Vanuatu            | Pago Park, Pago Pago |  |
|                     | McGarry 4' · Rogerson 21' 56' · Probert 83' (pen.) · Wilson 90' |           | Johnson 67' (a.g.) |                      |  |

| 25 de enero de 2015 | Tahití                    | 3:2 (1:1) | Nueva Caledonia         | Pago Park, Pago Pago |  |
|                     | Maihi 37' · Salem 50' 81' |           | Hnagone 18' · Kenon 56' |                      |  |

### Tercer puesto
| 27 de enero de 2015 | Vanuatu                                                              | 6:0 (2:0) | Nueva Caledonia | Pago Park, Pago Pago |  |
|                     | Worworbu 3' 53' 90+1' · Tiaou 45+1' (a.g.) · Wilkins 55' · Jimmy 84' |           |                 |                      |  |

### Final
| 27 de enero de 2015 | Nueva Zelanda                         | 1:1 (0:0) (t. s.)(5:4 p.)  | Tahití                                           | Pago Park, Pago Pago |  |
|                     | Rogerson 60'                          |                            | Kohumoetini 81'                                  |                      |  |
|                     |                                       | Tiros desde el punto penal |                                                  |                      |  |
|                     | Mills · Jones · Ceci · Mata · Probert |                            | Maihi · Petitgas · Siejidr · Salem · Kohumoetini |                      |  |

## Clasificados a laCopa Mundial de Fútbol Sub-17 de 2015
| Bandera de Nueva Zelanda |
| Nueva Zelanda            |